# Ollantaytambo
Ollantaytambo (en quechua: Ullantaytampu) es una localidad peruana y sitio arqueológico incaico, capital del distrito homónimo ubicado en la provincia de Urubamba, en el departamento del Cuzco. Se halla a unos 90 km al noroeste de la ciudad del Cuzco.
Durante el Incanato, Pachacútec conquistó la región y construyó el pueblo y un centro ceremonial. En la época de la conquista sirvió como fuerte de Manco Inca Yupanqui, líder de la resistencia inca contra los españoles. En Ollantaytambo hay andenes de resistencia (para evitar deslizamientos) no agrícolas como en los demás sitios arqueológicos del Cuzco. En la actualidad es una importante atracción turística debido a sus construcciones incaicas y por ser uno de los puntos de partida más comunes del camino inca hacia Machu Picchu.

## Toponimia
El compuesto Ollantaytambo tiene como núcleo evidente al sustantivo quechua tambo 'posada' (en ortografía moderna tampu o tanpu), con sonorización propia del quechua costeño aprendido por los españoles, hoy desaparecida en el quechua local, y significa literalmente 'posada de Ollantay'. El especificador Ollantay, en cambio, no parece de origen patrimonial quechua. En el pasado, cuando se pensaba que el drama colonial Ollantay tenía origen prehispánico, se asumió que el topónimo compuesto podría ser conmemorativo de su protagonista, el general inca Ollantay. De esa opinión fueron Ricardo Rojas y Max Espinoza Galarza. Sin embargo, hoy se sabe que el nombre de lugar se halla registrado en documentos de mayor antigüedad que el drama quechua, como en los escritos del Inca Garcilaso de la Vega, quien después de elogiar la grandeza y magnificencia de las antiguas fortificaciones de «Tambo», cuenta que fueron mandadas a construir por el inca Huiracocha, al igual que los grandes y antiguos edificios que existen en ese lugar.
Rodolfo Cerrón-Palomino asegura que Ollantay tiene un origen aimara. Según el lingüista, devendría de una forma hipotética *ullantawi. La raíz verbal hipotética *ulla- 'ver' pertenecería al protoaimara, reconstruida a partir de palabras descendientes como illa- en el jacaru y uña- ~ iña- en el aimara sureño. La raíz habría sido deverberada por el morfema -nta que indica 'acción hacia abajo o hacia adentro'. Así, conjuntamente *ullanta-  sería 'ver hacia abajo, observar'. A esto se le suma el sufijo ubicativo -wi, que nominaliza toda la frase para significar 'lugar de observación desde lo alto', es decir, 'atalaya, mirador'. En suma, Ollantay sería equivalente a 'mirador'.
Con posterioridad, el quechua comenzó a desplazar al aimara de la zona del Cuzco, alterando el nombre por apocopación del nombre sin símil en el nuevo idioma, con el cambio de ullantawi > ullantaw, para después trocar la /w/ final en /y/: ullantaw > ullantay —fenómeno constantemente repetido en este proceso de cambio lingüístico. Posteriormente, con la dominación inca, Viracocha Inca manda fundar un tambo en el nueva plaza conquistada al parangón de la administración cuzqueña: el «tambo de Ollantay» o Ullantay tampu. A la postre, Ullantay quedó relegado a simple modificador de la raíz tampu (pronunciada como ['tam.bo] en la época de la conquista).
No obstante, varios autores, como el historiador cuzqueño Víctor Ángeles, se han mantenido en la dudosa relación etimológica entre el nombre de lugar y el personaje literario.

## Historia
Según  Pedro Sarmiento de Gamboa, un cronista español del siglo XVI, el emperador inca Pachacútec conquistó y destruyó Ollantaytambo para luego incorporarlo en su imperio. Bajo el gobierno de los incas, el pueblo fue reconstruido con espléndidos edificios y el valle del río Urubamba fue irrigado y provisto de andenes; el pueblo sirvió de albergue para la nobleza inca mientras que los andenes eran trabajados por yanaconas, sirvientes del emperador. Después de la muerte de Pachacútec la región pasó a la custodia de su panaqa, su grupo familiar.
Durante la conquista, Ollantaytambo funcionó como capital temporal para Manco Inca Yupanqui, líder de la resistencia inca contra los conquistadores españoles. Bajo su mandato, el pueblo y sus alrededores fueron severamente fortificados en dirección a la antigua capital inca de Cuzco, la cual había caído bajo dominio español. En el llano de Mascabamba, cerca de Ollantaytambo, Manco Inca derrotó una expedición española bloqueando su avance desde un conjunto de andenes e inundando el llano. Sin embargo, a pesar de su victoria, Manco Inca no consideró viable el permanecer en Ollantaytambo así que se retiró al espeso bosque de la zona de Vilcabamba. En 1540, la población nativa de Ollantaytambo fue asignada en encomienda a Hernando Pizarro.

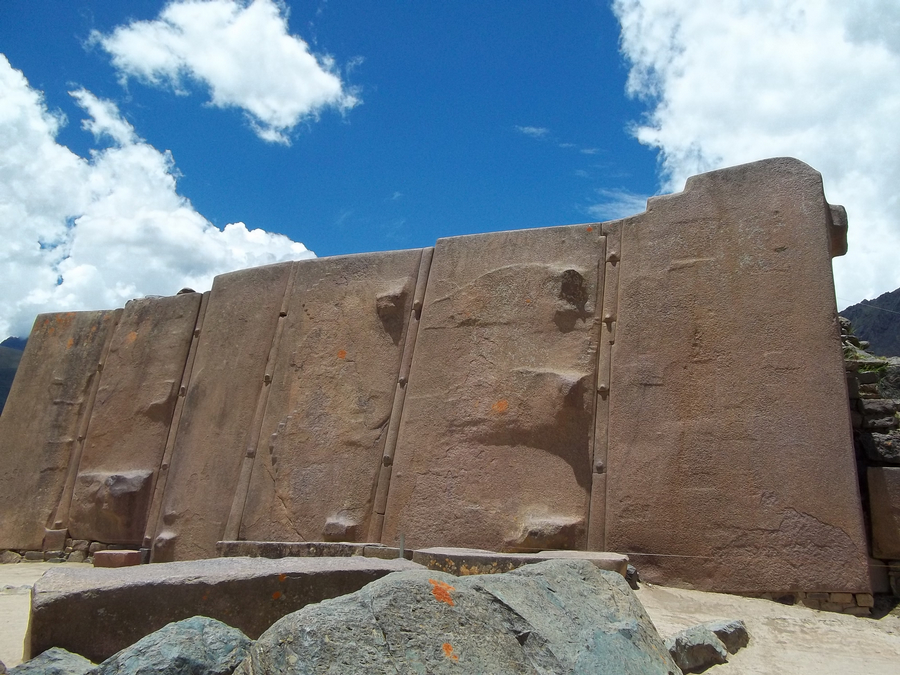
Ruinas del antiguo templo del Sol, en Ollantaytambo.

## Arquitectura

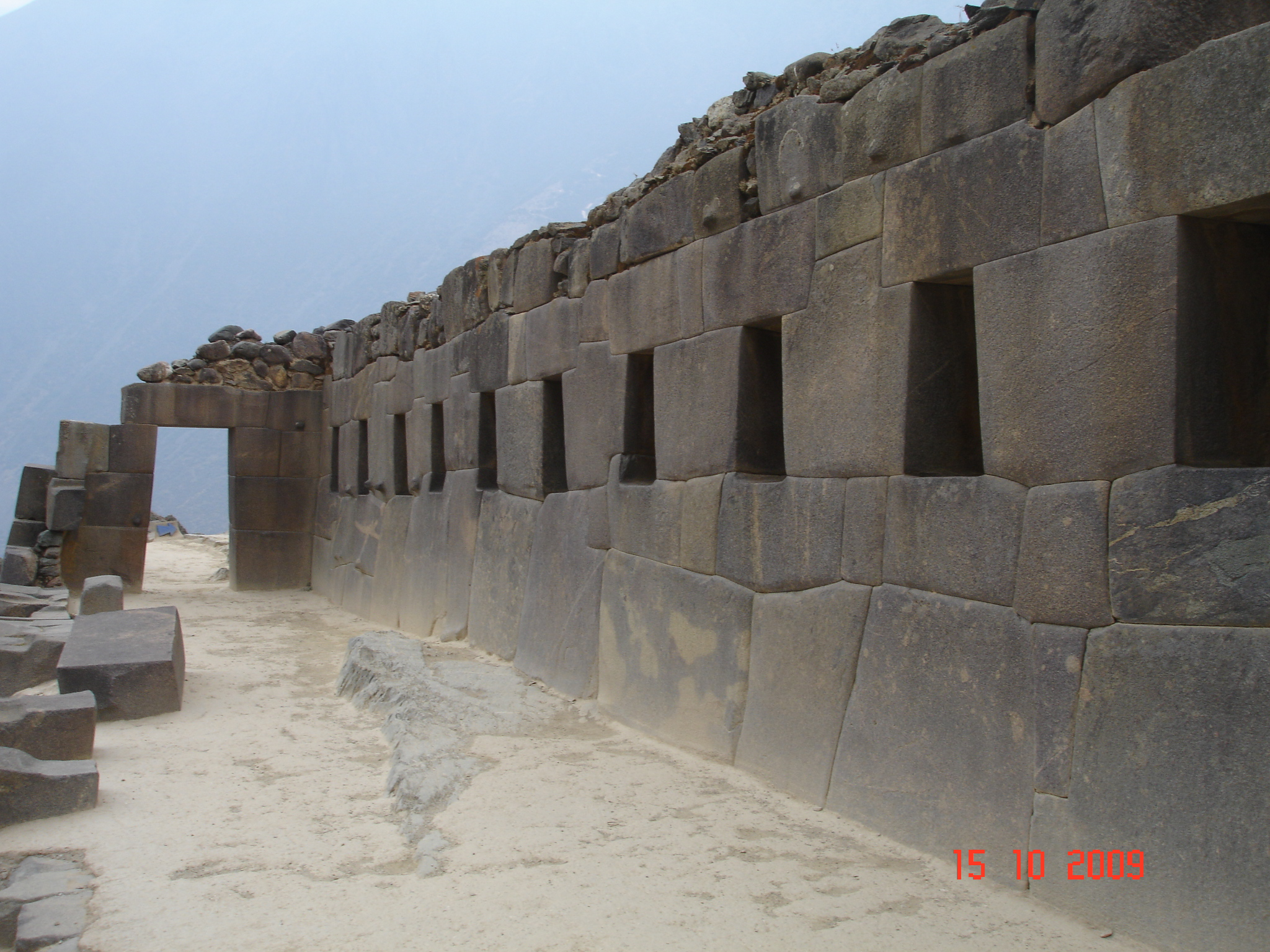
Ollantaytambo

Se trata de uno de los complejos arquitectónicos más monumentales del antiguo Imperio inca, comúnmente llamado «Fortaleza», debido a sus descomunales muros, fue en realidad un  Tambo o ciudad-alojamiento, ubicado estratégicamente para dominar el Valle Sagrado de los Incas.
El tipo arquitectónico empleado, así como la calidad de cada piedra, trabajada individualmente (ver imagen), hacen de Ollantaytambo una de las obras de arte más peculiar y sorprendente que realizaron los antiguos peruanos, especialmente el Templo del Sol y sus gigantescos monolitos.
Las calles rectas, estrechas y pintorescas hoy forman quince manzanas de casas ubicadas al norte de la plaza principal de la ciudad, que constituyen en sí un verdadero legado histórico. Algunas casas de tipo colonial están construidas sobre hermosos muros incaicos pulidos con finura. Los tonos de la piedra son alegres, de un color de flor petrificada, rosa oscuro. En la plaza principal un gran bloque de perfectas aristas encaja en una doble hilera sus quince ángulos de estrella terrestre.
Fue declarado Parque Arqueológico con la Resolución Directoral Nacional N.º 395 del año 2002. Tiene una extensión de 34,800 hectáreas.

## Descripción
Ollantaytambo trata de un típico ejemplo de la extraordinaria planificación urbana de los incas. Sus callejuelas empedradas y serpenteantes, las ruinas diseminadas por doquier y sus terrazas agrícolas son atractivos que destacan por sí mismos y el visitante lo puede apreciar en todo su esplendor. Entre las ruinas, es recomendable la visita a la antigua fortaleza y al templo, donde podemos apreciar magníficas vistas del Valle Sagrado de los Incas.

## Ubicación

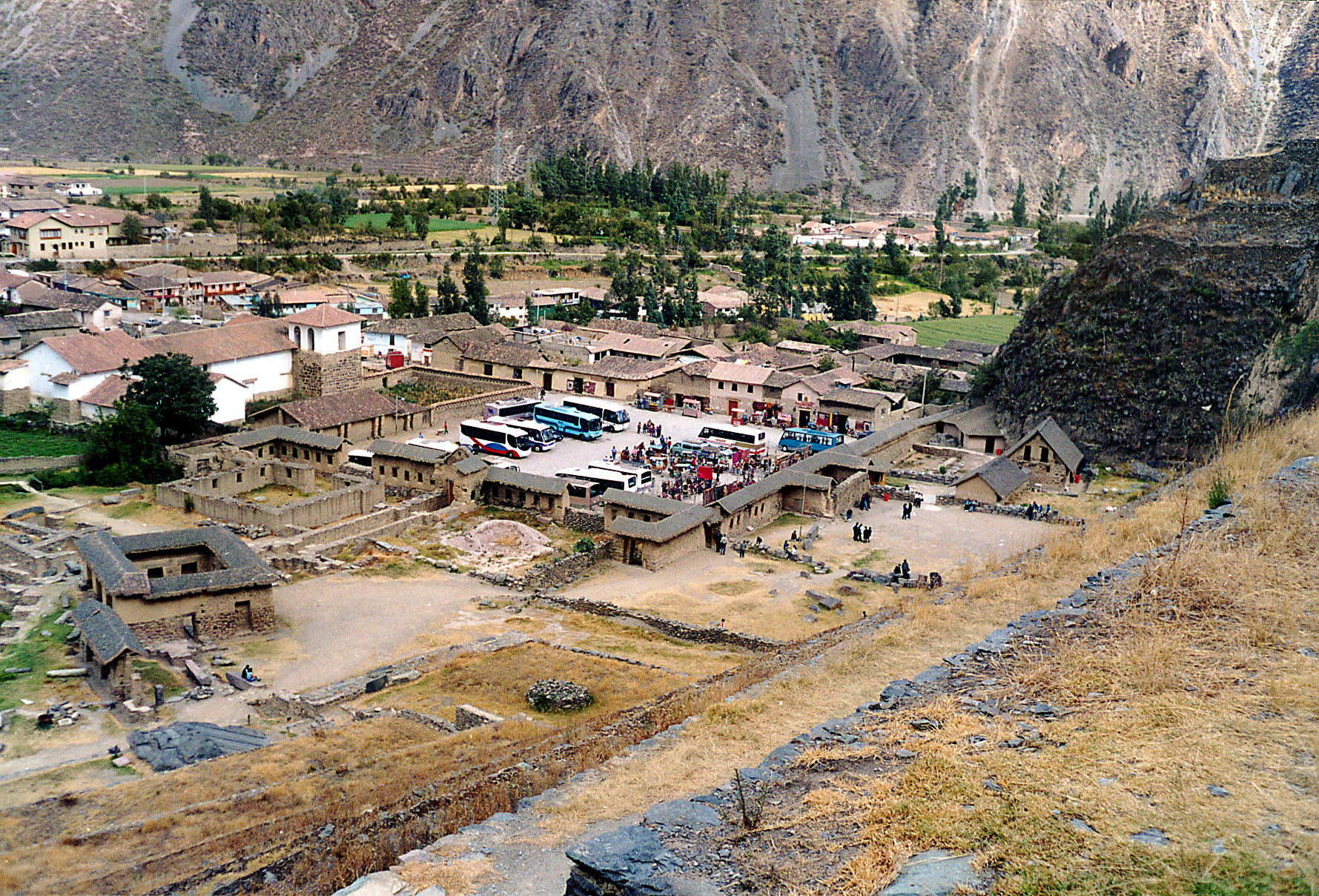
Plaza de Manyaraqui.

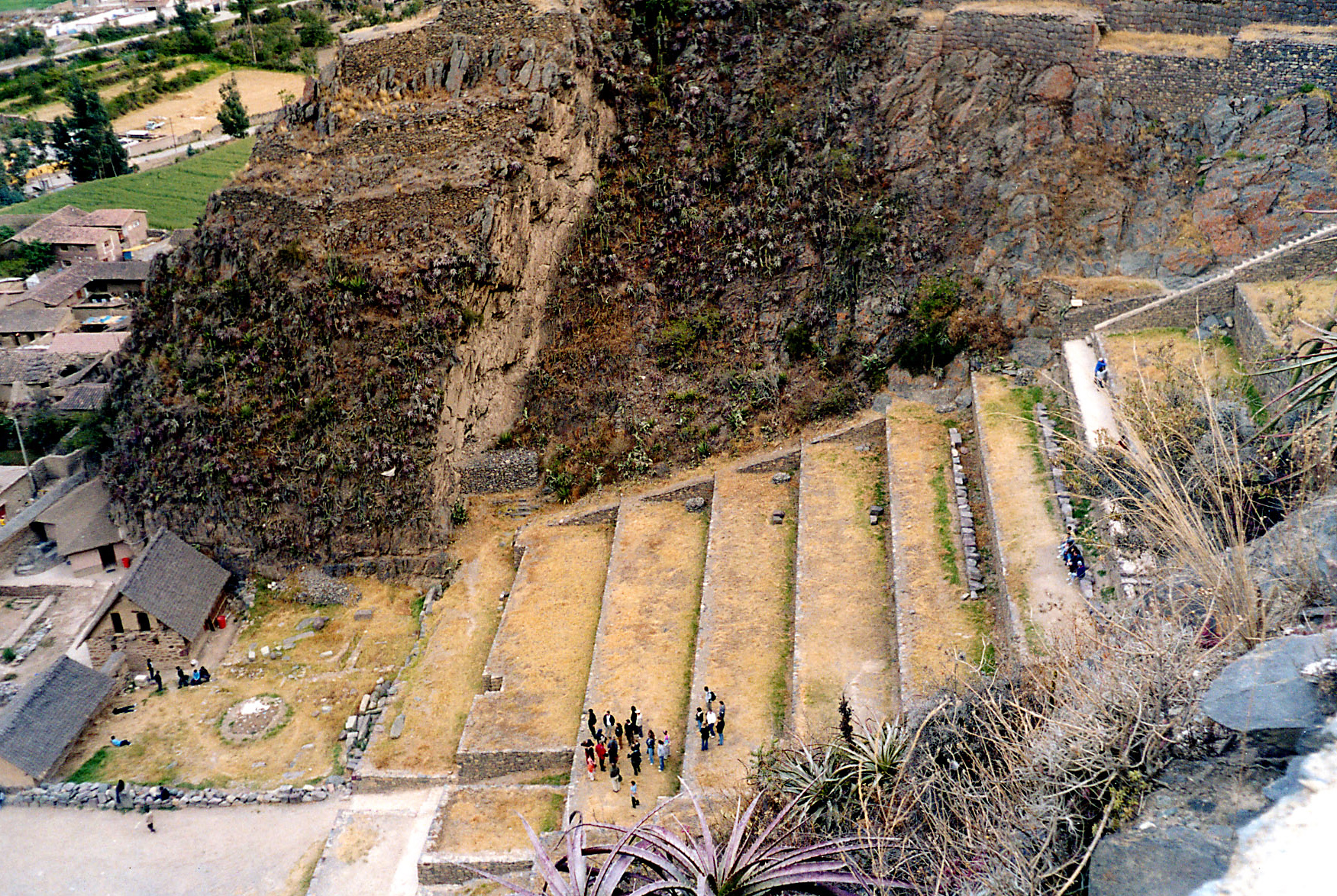
Andenería.

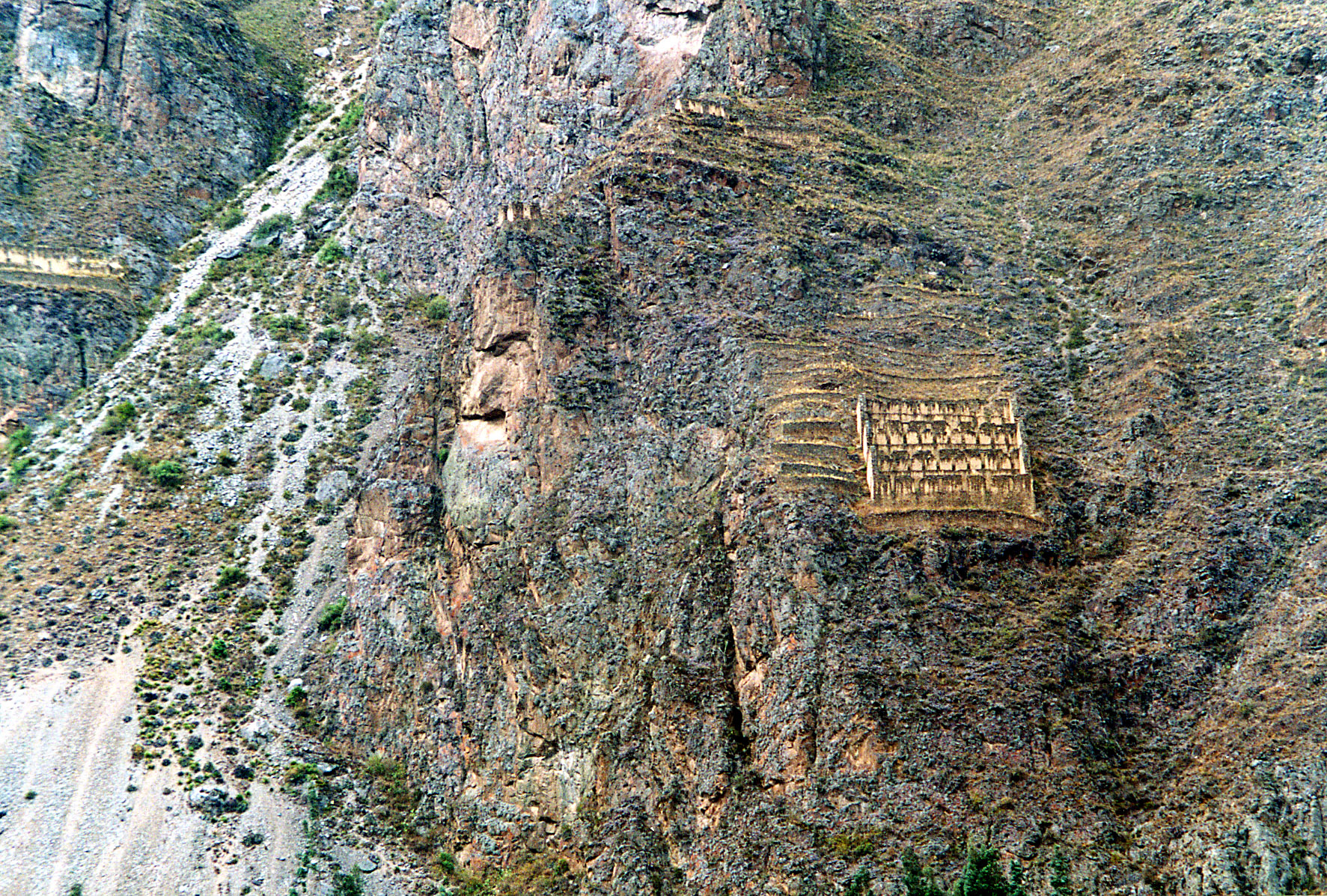
Depósitos.

Ollantaytambo está ubicado al margen del río Patakancha, cerca del punto donde confluye con el río Urubamba. Se encuentra en el distrito del mismo nombre, provincia de Urubamba, aproximadamente a 60 km al noroeste de la ciudad del Cuzco y tiene una altura de 2.792 metros sobre el nivel del mar.

## El pueblo actual
La población actual habita sobre lo que fue una ciudad inca; las actuales casas fueron edificadas aprovechando paredes prehispánicas; solamente la llamada Fortaleza, más Choqana, Choqekilka y las construcciones de Pinkuylluna están despobladas. Los pobladores ollantaytambinos son bilingües, hablan los dos idiomas oficiales del Perú, el quechua y el español, habitan la planicie.
El pueblo está dividido en dos porciones por el riachuelo Patakancha, que discurre de Lore a sur para ingresar en el río Urubamba por su lado derecho. La porción oriental se llama Qosqo Ayllu y compre la Plaza; son cuatro las calles que discurren paralelas al Patakancha que son: Patakalli, Chaupikalli, Hornokalli y Lariskalli.

## Clima
El clima de Ollantaytambo es seco de abril a diciembre y lluvioso en los meses de enero a marzo. Debido a su ubicación entre dos vertientes por las noches corre un viento moderado. La temperatura mínima es de 5 °C a 11 °C y máximas de 18 °C a 23 °C durante todo el año.
| Parámetros climáticos promedio de Ollantaytambo | Parámetros climáticos promedio de Ollantaytambo | Parámetros climáticos promedio de Ollantaytambo | Parámetros climáticos promedio de Ollantaytambo | Parámetros climáticos promedio de Ollantaytambo | Parámetros climáticos promedio de Ollantaytambo | Parámetros climáticos promedio de Ollantaytambo | Parámetros climáticos promedio de Ollantaytambo | Parámetros climáticos promedio de Ollantaytambo | Parámetros climáticos promedio de Ollantaytambo | Parámetros climáticos promedio de Ollantaytambo | Parámetros climáticos promedio de Ollantaytambo | Parámetros climáticos promedio de Ollantaytambo | Parámetros climáticos promedio de Ollantaytambo |
| Mes                                             | Ene.                                            | Feb.                                            | Mar.                                            | Abr.                                            | May.                                            | Jun.                                            | Jul.                                            | Ago.                                            | Sep.                                            | Oct.                                            | Nov.                                            | Dic.                                            | Anual                                           |
| ----------------------------------------------- | ----------------------------------------------- | ----------------------------------------------- | ----------------------------------------------- | ----------------------------------------------- | ----------------------------------------------- | ----------------------------------------------- | ----------------------------------------------- | ----------------------------------------------- | ----------------------------------------------- | ----------------------------------------------- | ----------------------------------------------- | ----------------------------------------------- | ----------------------------------------------- |
| Temp. media (°C)                                | 14.7                                            | 14.5                                            | 14.7                                            | 14.6                                            | 13.8                                            | 12.9                                            | 12.7                                            | 13.7                                            | 14.5                                            | 15.9                                            | 15.8                                            | 14.9                                            | 14.4                                            |
| Temp. mín. media (°C)                           | 7.9                                             | 7.9                                             | 7.8                                             | 7                                               | 5.6                                             | 4.1                                             | 4                                               | 4.7                                             | 6.7                                             | 8                                               | 8.2                                             | 8                                               | 6.7                                             |
| Fuente: climate-data.org                        |                                                 |                                                 |                                                 |                                                 |                                                 |                                                 |                                                 |                                                 |                                                 |                                                 |                                                 |                                                 |                                                 |